# Paul Richter (compositor)
Paul Richter   (Brașov, 28 d'agost de 1875 - Cristian, 16 d'abril de 1950)

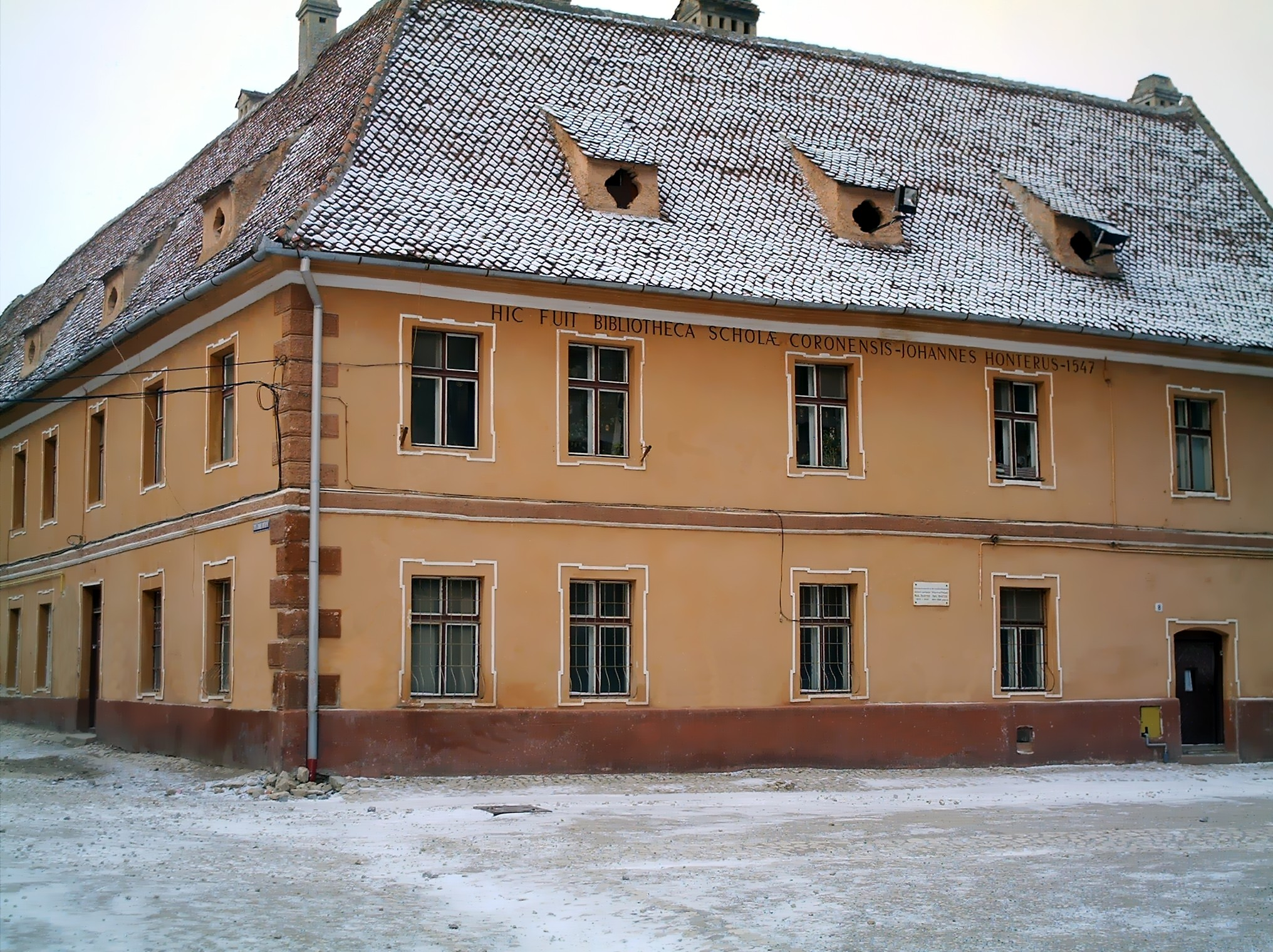
Casa natal de Paul Richter.

fou un compositor, director d'orquestra, pianista, organista i pedagog romanès d'origen saxó.

## Biografia
Va assistir al gymnasium Johannes Honterus de Kronstadt i va estudiar música amb Rudolf Lassel. Richter primer va estudiar medicina, però poc després es va inscriure al Conservatori de Leipzig. El 1900 tornà a Kronstadt i hi va dirigir el Männergesangverein («associació coral masculina»).
El 1904 va ser mestre de capella de l'orquestra de la ciutat i director de la Societat Filharmònica, amb la qual realitza diverses gires per Transsilvània i Romania. Gràcies a la seva contribució, Richard Strauss, Felix Weingartner i George Enescu actuaren a les ciutats transsilvanes. També va estar actiu a Sibiu/Hermannstadt.
Paul Richter va compondre sis simfonies, poemes simfònics, suites i fantasies sobre motius populars saxons i romanesos, obertures, obres de cambra, concerts, instrumentals, vocal-simfòniques i corals.